# Haploa contigua
Haploa contigua är en fjärilsart som beskrevs av Walker 1855. Haploa contigua ingår i släktet Haploa och familjen björnspinnare. Inga underarter finns listade i Catalogue of Life.